# Квантовий перехід
Ква́нтовий перехі́д (рос. квантовый переход, англ. quantum transition) — самочинний дискретний перехід квантової системи з одного стану в інший (наприклад, випромінювання світлових квантів атомом), що відбувається між її стаціонарними енергетичними станами.
Характеризується ймовірністю переходу, рівною числу переходів в одиницю часу, та часом життя даного квантового стану.